# Fehérsapkás galamb
A fehérsapkás galamb (Patagioenas leucocephala) a madarak osztályának galambalakúak (Columbiformes) rendjébe és a galambfélék (Columbidae) családjába tartozó faj. John James Audubon festette le a galambokat, köztük egy csodás akvarellrel a 19. század elején, mely megjelent az Amerika madarai című műben is.

## Rendszerezése
A 18. század első felében a fehérsapkás galambot számos természettudós ismertette és szemléltette, köztük John Ray 1713-ban, Hans Sloane 1725-ben és Mark Catesby 1731-ben. De a végül fajt Carl von Linné svéd természettudós írta le 1758-ban. A Linnaeus tartalmaz egy rövid leírást is, létrehozta a Columba leucocephala tudományos (binomiális) nevet , és a Columba nembe helyezte, valamint idézi a korábbi szerzőket. A faj monotípusos, vagyis nincs ismert alfaja. A biológiában a monotípusos taxon egy taxonómiai csoport (taxo)), amely csak egy közvetlenül alárendelt taxont tartalmaz. A monotípusos faj olyan faj, amely nem foglal magában alfajokat vagy kisebb, infraspecifikus taxonokat.

## Előfordulása
Floridában, Mexikóban, a Karib-térségben, valamint Közép-Amerikában és Kolumbia területén honos. Természetes élőhelyei a szubtrópusi és trópusi síkvidéki esőerdők, valamint lombhullató erdők. Elsősorban a tengerparti mangroveerdők körüli fészektelepeken él és szaporodik, és a szárazföld belsejébe repül. A téli időszakot gyakran a karibi szigeteken töltik. Állandó, nem vonuló faj.

## Megjelenése
Testhossza 29–40 centiméter, testtömege 210-309 gramm. Körülbelül ugyanolyan méretű, mint a szirti galamb, de kissé kisebb súlyú, mivel kevésbé vaskos, viszonylag hosszabb és négyzet alakú farka van. A felnőtt madarak tollazata palaszürke, majdnem fekete színű. Irizáló gallér részét, csak jó megvilágítás mellett lehet látni, ez a rácsos fehér mintázat zölden világít. A nemeket megkülönböztetni a koronafoltjaik színárnyalatának erősségéből lehet, a hímeké élénkebb fehér, a legtöbb tojóé pedig inkább a szürkésfehérig terjed. A fiatal madarak inkább szürkésbarna színűek. Hívásuk hangos, mély coo-cura-coo vagy coo-croo .
|  |

## Életmódja
Főleg gyümölcsökkel táplálkozik.

## Természetvédelmi helyzete
Az elterjedési területe rendkívül nagy, egyedszáma pedig növekszik, de a túlvadászat és lakóhelyének csökkenése így is fenyegeti. Floridában sok esetben repül neki épületeknek, egyéb tereptárgyaknak. Ennek a  galambnak két különálló élőhelyre van szüksége a fennmaradáshoz, az egyik a fészkeléshez, a másik az élelemgyűjtéshez. Jellemzően tengerparti vörös mangrove fás rész (Rhizophora mangle) a szaporodási területük. A mezőgazdaság és az erdőirtás pedig veszélyezteti a faj táplálkozási területeit, jellemzően a szárazföldi erdőkben. A madár nagyon ügyes, és ismert, hogy egyszerűen elhagyja a fészkét, ha megzavarják. A Természetvédelmi Világszövetség Vörös listáján mérsékelten fenyegetett fajként szerepel.
Mint a vándorgalamb példájából is láthatjuk, mely "szemlélteti a védelmi biológia egy nagyon fontos elvét: nem mindig szükséges megölni a faj utolsó párját, ahhoz hogy kihaljon." 